# نحت قوطي
النحت القوطي هو الأسلوب النحتي الذي يُشير إلى الفترة القوطية في الفن الغربى، وقد امتدت هذه الفترة من أواخر الثاني عشر إلى أوائل القرن الخامس عشر في عهد أوروبا الغربية المسيحية. وظل هذا الأسلوب قائمًا متوجًا على عرش الفنون طيلة ثلاث قرون تقريبًا، فقد ظهر في مكانين اثنين ذوي مظهر ديني وسياسى وثقافي كبير وهم كاتدرائية سانت دينس وكاتدرائية شارتر التابعيتن إلى إيل-دو-فرانس.